# Брениця (Силістринська область)
Бре́ниця (болг. Бреница) — село в Силістринській області Болгарії. Входить до складу общини Тутракан.

## Населення
За даними перепису населення 2011 року у селі проживали 235 осіб.
Національний склад населення села:
| Національність   | Кількість осіб | Відсоток |
| ---------------- | -------------- | -------- |
| турки            | 177            | 87,2%    |
| болгари          | 25             | 12,3%    |
| Всього відповіли | 203            |          |

Розподіл населення за віком у 2011 році:
Динаміка населення: